# Сіранука (Хоккайдо)

42°57′22″ пн. ш. 144°4′18″ сх. д. / 42.95611° пн. ш. 144.07167° сх. д.
Шірану́ка (яп. 白糠町, しらぬかちょう, МФА: [ɕiɾanuka t͡ɕoː]) — містечко в Японії, у повіті Шіранука округу Кушіро префектури Хоккайдо. Станом на 1 жовтня 2008 року площа містечка становила 773,75 км². Станом на 31 березня 2017 населення містечка становило 8170 осіб.